# Vania Borja
Krelia Vania Borja Calvo (Sucre, 22 de abril de 1989) es una presentadora de televisión y periodista boliviana.

## Biografía
Realizó sus estudios primarios y secundarios en su ciudad natal. Ingresó muy joven a los medios de comunicación, conduciendo ya un programa radial a la corta edad de 13 años (aunque solo como hobby) en la "Radio La Bruja" en Sucre.
Continuo con sus estudios superiores, ingresando a estudiar la carrera de comunicación social en la Universidad Mayor Real y Pontificia San Francisco Xavier de Chuquisaca, graduándose años después como periodista.
Comenzó su carrera profesional el año 2005 ingresando a trabajar en la Red ATB Sucre, en donde realizaba reportajes y notas periodísticas para las noticias de ese medio, los cuales dichos reportajes se mandaban también al noticiero central ATB La Paz. Años después se convirtió en  presentadora de noticias en la Red ATB Sucre. Cabe mencionar que trabajaría por un tiempo de 10 años en la Red ATB hasta el año 2015.
En 2015 se trasladaría a vivir a la ciudad de La Paz. El año 2018 (a sugerencia del presentador deportivo Richard Pereira) participaría de un casting de la Red Bolivisión de donde saldría ganadora.
Desde 24 de abril de 2018, es la nueva presentadora de noticias del noticiero "Al Día" de la ciudad de La Paz (sede de gobierno de Bolivia), en dicha cadena televisiva junto a Héctor Uriarte y Richard Pereira.
Es madre de 2 hijos, además de ser pariente cercana del destacado jugador de fútbol y viceministro Carlos Fernando "Pichicho" Borja y la sobrina del exjugador de fútbol Olsen Borja.

### Coronavirus
El 22 de julio de 2020, se confirmó la noticia de que Vania Borja había contraido la COVID-19. El 7 de agosto, Vania confirmó que se encontraba ya un poco estable de salud y que estaba venciendo al virus.